# Fausto Grillo
Lautaro Fausto Grillo Prates (* 20. Februar 1993 in Bariloche, Argentinien) ist ein argentinischer Fußballspieler. Neben der argentinischen besitzt Grillo auch die spanische Staatsangehörigkeit.

## Karriere
Fausto Grillo startete seine Profikarriere 2014 bei CA Vélez Sarsfield und spielte für diesen Klub vier Spielzeiten lang.
Zur Sommertransferperiode 2018 verpflichtete ihn der türkische Erstligist Göztepe Izmir.